# Bénévolat
 (novembre 2023).

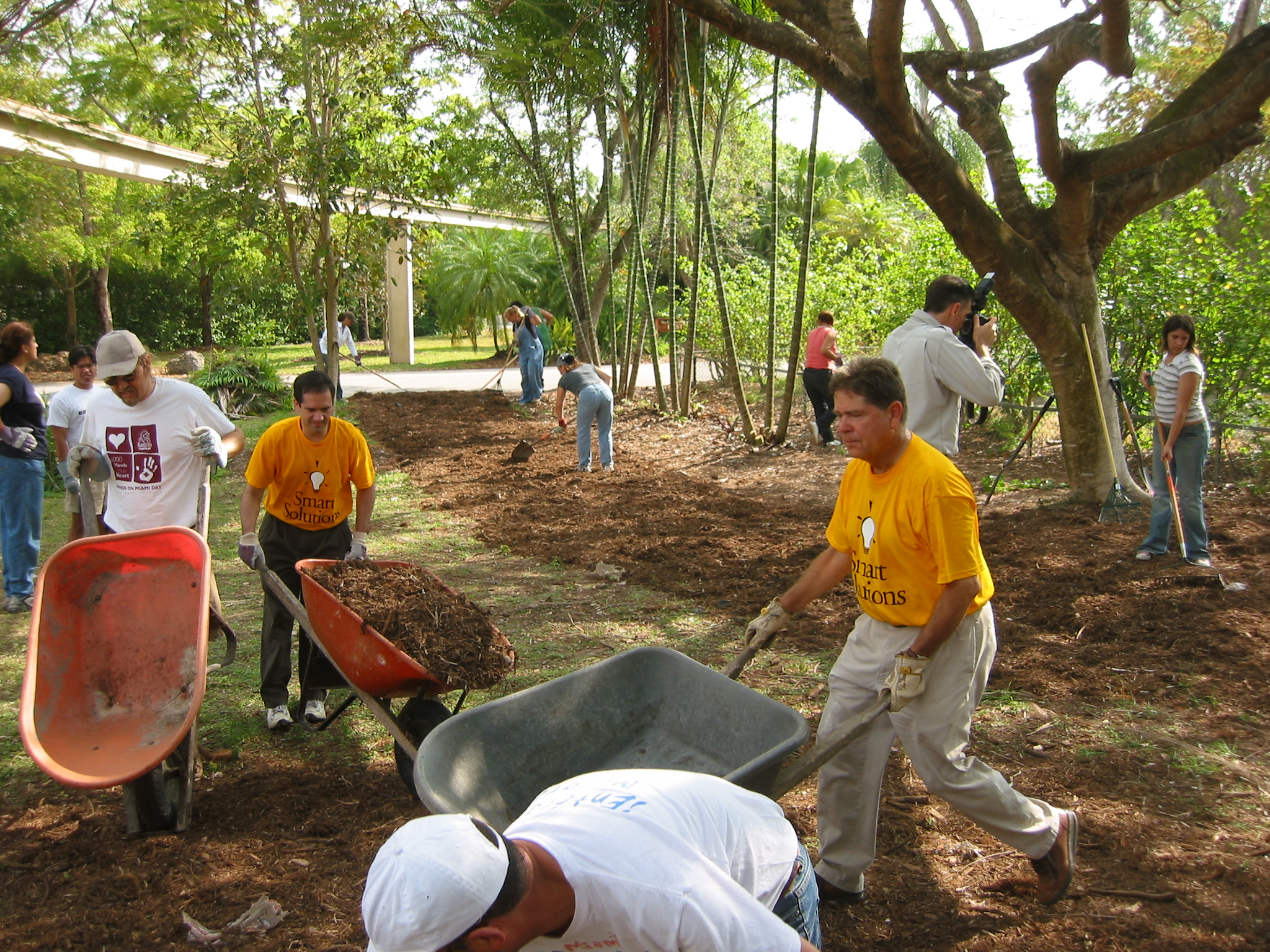
Bénévoles de Hands On Miami aidant le Zoo de Miami en 2004.

Le bénévolat est une activité non rétribuée et librement choisie qui s'exerce en général au sein d'une institution sans but lucratif (ISBL) : association, ONG, syndicat ou structure publique. Celui ou celle qui s'adonne au bénévolat est appelé « bénévole ». L'étymologie du mot vient du latin « benevolus » qui signifie « bonne volonté ».
Se sentir utile et faire quelque chose pour autrui est le moteur des bénévoles, lesquels s'impliquent dans des domaines d'activité sans rémunération aussi divers que le sport, la culture ou les loisirs, l'humanitaire, la santé, l'action sociale, la défense des droits, la défense de l'environnement et de la biodiversité ou encore l'éducation.
Le concept de bénévolat est proche de celui du volontariat.

## En Amérique

### Canada
En 2010, plus de 13,3 millions de personnes, soit 47 % des Canadiens de 15 ans et plus, ont consacré 2 millions d'heures environ au bénévolat.
Au Canada, le bénévolat se réalise de manière structurée entre la personne qui donne de son temps, le bénévole, et un organisme sans but lucratif (OSBL). Les OSBL offrent de nombreuses possibilités de bénévolat, offertes aux bénévoles par divers moyens.
Les centres d'action bénévole constituent une des sources de recrutement de bénévoles.
Au Québec, le bénévolat représente 2,5 millions de bénévoles et 310 millions d’heures d’engagement.
Pour apporter une structure bien définie à l’action bénévole, que ce soit envers les bénévoles ou les organismes qui y œuvrent, Le code canadien du bénévolat a été mis en place par Bénévoles Canada, précisant les éléments fondamentaux du bénévolat.

### États-Unis
Selon une source, les États-Unis seraient le premier pays du monde pour le bénévolat : 93 millions d'Américains le pratiquent à différents degrés selon un livre de 2006. Il implique surtout les retraités et les femmes.
Le bénévolat américain est particulièrement développé dans le domaine des arts et contribue au fonctionnement de nombreuses institutions culturelles : par exemple, environ 1 500 personnes travaillent gratuitement pour le musée des beaux-arts de Boston. Les missions des bénévoles sont diverses : assurer la promotion de l'institution culturelle dans la ville, s'occuper des guichets, guider les visiteurs dans les musées, etc. En France, des associations loi de 1901 ou des sociétés savantes jouent parfois ce rôle.
En 2010, près de 63 millions d'Américains ont fait don de plus de 8 milliards d'heures de travail d'une valeur estimée à 173 milliards de dollars. Le Service de volontariat en ligne des Nations unies, créé en 2000, a enregistré plus de 20 000 bénévoles qui ont accompli 15 109 missions en 2010.

## En Europe
Plus de 100 millions d'Européens font des activités de bénévolat, mettent en pratique le principe de solidarité et, ce faisant, apportent une contribution significative à la société. Afin de faire valoir cet engagement civique, la Commission européenne a décidé de faire de 2011 l'année européenne du bénévolat et du volontariat.
Le 22 avril 2008, le Parlement européen a adopté une résolution (non législative) sur la contribution du bénévolat à la cohésion économique et sociale. Il y rappelle que le bénévolat constitue une force majeure, qui nourrit la société civile et renforce la solidarité – une des valeurs centrales de l'Union européenne – tout en encourageant les programmes de développement communautaire (…). Une étude récente sur les organisations recourant à des bénévoles de toute l'Europe a démontré que le bénévolat présentait une valeur ajoutée élevée : pour chaque euro dépensé par les organisations pour encourager le bénévolat, celles-ci recevaient en moyenne entre 3 et 8 euros. Le bénévolat présente non seulement une valeur économique mesurable, mais permet aussi aux services publics de réaliser des économies considérables. Il contribue par ailleurs au développement personnel et social des individus. Sur la base de ces considérations, le Parlement préconise le lancement d'un programme de recherche transversal à l'échelle de l'Europe visant à étudier les formes, l'intensité et les motivations intérieures de la participation à la vie sociale, notamment à titre bénévole, ainsi que l'octroi d'un financement à cet effet. La Commission est pour sa part invitée à œuvrer à l'instauration d'un système concernant tous les fonds communautaires, afin que le bénévolat puisse être reconnu comme une contribution au cofinancement de projets, et à concevoir des mécanismes permettant de réaliser une estimation financière, d'une précision acceptable, du travail bénévole.
Le Parlement encourage les entreprises et les autres acteurs du secteur privé, dans le cadre de leur stratégie en matière de responsabilité sociale, à soutenir financièrement des initiatives promouvant le bénévolat. Il appelle également les États membres à soutenir le secteur du bénévolat, en vue d'améliorer le transfert de savoir-faire et de connaissances techniques de l'entreprise de la sphère privée à la sphère publique et d'améliorer la qualité de la vie locale en encourageant l'action autonome dans la résolution de problèmes locaux.
Les députés recommandent à tous les États membres de produire régulièrement des comptes satellites ISBL (institutions sans but lucratif) et d'y inclure le travail des bénévoles, afin que les décideurs politiques puissent prendre en compte les ISBL dans l'élaboration des politiques. Ils demandent également que le bénévolat constitue une catégorie spécifique dans les statistiques d'Eurostat. Les députés soulignent en outre que le bénévolat et les activités bénévoles ne devraient en aucun cas se substituer au travail rémunéré.
La résolution encourage les États membres ainsi que les autorités locales et régionales à :
- reconnaître la valeur du bénévolat dans le cadre de la promotion de la cohésion économique et sociale ;
- travailler en partenariat avec les organisations de bénévolat afin de mettre au point des plans et des stratégies visant à reconnaître, à valoriser, à promouvoir, à faciliter et à encourager le bénévolat ;
- faciliter l'accès des organisations de bénévoles à des financements suffisants et durables, sans leur imposer de trop lourdes démarches administratives et bureaucratiques ;
- soutenir la création d'équipes de secours bénévoles dans chaque région, afin de faire face en temps voulu aux catastrophes naturelles et aux accidents.

Les États membres sont en particulier invités à promouvoir et à faciliter le bénévolat au sein de toutes les communautés, tant réelles que virtuelles, par exemple le bénévolat familial ou le bénévolat au sein de groupes marginalisés, ou encore le bénévolat de groupes qui ne le pratiquent pas habituellement. La résolution invite également la Commission, les États membres et les autorités régionales et locales à encourager le bénévolat au travers de l'éducation à tous les niveaux, y compris dans les programmes universitaires, afin que l'apprentissage par le bénévolat soit considéré comme partie intégrante de la formation tout au long de la vie.
La Commission européenne est également appelée à :
- mettre en place un plan V pour « Valoriser, Valider et garantir la Visibilité des bénévoles » ;
- promouvoir les occasions offertes aux bénévoles seniors et à élaborer un « programme pour les seniors en action » ;
- étudier la possibilité d'instaurer une base juridique dans le droit communautaire permettant aux organisations de bénévolat d'être exemptées de paiement de la TVA à l'achat, et aux bénévoles donateurs d'être exonérés d'impôts pour des dons effectués à des fins de travail bénévole ;
- intensifier les échanges de bénévoles au niveau international susceptibles de permettre de contribuer à la réalisation des Objectifs du millénaire pour le développement ;
- réviser sa politique de visas pour les ressortissants de pays tiers participant à des programmes de bénévolat de l'UE reconnus, afin d'introduire un régime de visas plus libéral, en particulier à l'égard des bénévoles issus des pays voisins de l'UE ;
- étudier les raisons du retard dans l'adoption de la proposition de charte européenne pour les bénévoles.

La résolution appelle en outre tous les acteurs locaux et régionaux, les organisations bénévoles et les médias à informer les citoyens des possibilités d'exercer une activité bénévole. Elle suggère également la création d'une base de données européenne qui fournisse des informations élémentaires sur les organisations de bénévoles et sur les meilleures pratiques.
Les députés préconisent enfin de promouvoir les projets de bénévolat transfrontaliers et recommandent que l'année 2011 soit déclarée année européenne du bénévolat (Source: Parlement européen).

### Belgique
Le service Volontariat en Ligne de VNU a reçu une contribution financière du Service public fédéral (FPS) des Affaires étrangères, Commerce extérieur et Coopération au développement du royaume de Belgique pour les années 2013 et 2014 afin de soutenir, en particulier, ses activités dans les pays francophones.
Aujourd'hui, il existe toutes sortes de plateformes de bénévolat.

### France
Selon le Conseil économique, social et environnemental, dans un avis du 24 février 1993, « est bénévole toute personne qui s'engage librement pour mener une action non salariée en direction d'autrui, en dehors de son temps professionnel et familial ». En l'absence de définition légale du bénévolat, celle-ci est souvent utilisée en tant que telle.
Le bénévolat est la situation dans laquelle une personne fournit à titre gratuit une prestation de travail pour une personne ou un organisme. Le bénévolat se distingue donc de la situation de travail (ou salariat) essentiellement par les critères suivants :
- Le bénévole ne perçoit pas de rémunération. Il peut être dédommagé des frais induits par son activité (déplacement, hébergement, achat de matériel…) ;
- Le bénévole n'est soumis à aucun lien de subordination juridique. Sa participation est volontaire : il est toujours libre d'y mettre un terme sans procédure, ni dédommagement. Il est en revanche tenu de respecter les statuts de l'association, ainsi que les normes de sécurité dans son domaine d'activité.

#### Les chiffres du bénévolat
Le nombre de bénévoles serait compris entre 12 et 14 millions, soit un Français sur quatre, pour 1 100 000 associations et 21,6 millions d'adhérents ; 77,7 % sont des bénévoles réguliers. Les Français seraient entre 15 et 18 millions « à donner un coup de pouce ponctuel sans appartenir à une association, mais les réguliers qui occupent une fonction bien définie et qui y consacrent régulièrement au moins deux heures par semaine ne seraient qu'un peu plus de 3 millions ».
De plus, selon la CPCA (Conférence permanente des coordinations associatives), la très grande majorité des bénévoles s'engagent dans la vie associative (10 millions) sachant que le bénévolat ne saurait se confondre avec la simple adhésion.
Selon une étude de l'INSEE parue en 2004, le bénévolat représentait 1,307 milliard d'heures d'intervention par an, soit 820 000 emplois équivalents temps plein (ETP, Équivalent temps plein), soit 12 à 17 milliards d'euros en termes de valorisation, soit aux alentours de 1 point de PIB.
En 2018, l'INSEE compte 1,3 million d'associations actives, dont 170 000 associations employeuses. A ce titre, l'INSEE dénombre 21 millions de « participations » bénévoles (certaines personnes pouvant être bénévoles au sein de plusieurs associations), soit 580 000 emplois en ETP.
En 2019, les travaux menées par le Centre de recherche sur les associations (Université de Nantes) ont permis de déterminer qu'un peu moins de 22 millions de Français, âgés de 18 ans et plus, sont bénévoles. Plus de 90 % des bénévoles exercent leurs activités dans une association, qu’ils en soient membres ou non. Si l’on tient pour bénévole aussi bien la personne qui donne une heure dans l’année que celle qui en donne 100, le taux de participation bénévole global (c’est-à-dire tous domaines d’activité confondus) estimé à partir de l’enquête est de 43,5 % de la population.
Selon le baromètre France Bénévolat 2025, le taux d’engagement des plus de 15 ans dans une association était de 21 %, soit 12 millions de personnes, taux à peu près stable depuis la création de l’indice en 2010 (entre 20 % et 25 %). Comparé à l'avant pandémie, le baromètre constate une baisse de l’engagement des plus âgés qui est partiellement compensée par un meilleur engagement des plus jeunes.
En France, les principales associations en terme de nombre de bénévoles sont en 2024 : le Secours populaire avec 98 000 bénévoles, la Croix-Rouge française avec 75 854 bénévoles, le Secours catholique avec 58 000 bénévoles.

#### Valorisation comptable et fiscale du bénévolat
Dans la comptabilité nationale, le bénévolat fait partie des services non marchands. La valeur ajoutée de ceux-ci étant comptabilisée essentiellement à partir des coûts de personnel, lesquels sont par nature insignifiants dans les activités bénévoles, son poids dans le PIB se trouve sous-estimé, à la différence de celui des services non marchands exercés par les collectivités publiques et basés sur le même critère.
Dans le cadre d'une redéfinition des indicateurs socio-économiques de richesse (PIB, IDH, etc.), un certain nombre d'organisations de la société civile plaident en faveur d'une « valorisation » du bénévolat (cf. supra, la résolution du Parlement européen).
La loi française relative au mécénat, aux associations et aux fondations (cf. Loi française sur le mécénat) autorise entreprises et particuliers à défiscaliser pour partie les apports en mécénat qu'ils réalisent. Techniquement, les apports en compétences ou en nature sont monétairement valorisés afin d'ouvrir droit à défiscalisation.
À noter que depuis 1999, il est possible pour les associations de faire une valorisation comptable de leurs propres ressources bénévoles qui apparaîtra dans ses comptes annuels.

#### Possible polémique
Dans un article de 1997 intitulé « Les frontières du salariat à l'épreuve des stratégies d'utilisation de la force de travail », Thérèse Aubert-Monpeyssen, maître de conférences à l'université des Sciences sociales de Toulouse, décrit le mouvement de contournement du salariat qui s'opère en France depuis quelques années. Elle expose que, face à l'utilisation semble-t-il croissante de stagiaires, de bénévoles et de faux contrats d'entreprise, les tribunaux analysent la réalité non seulement juridique mais également économique des relations des parties et, faisant peser les obligations de l'employeur sur le détenteur du pouvoir de décision, procèdent, le cas échéant, indépendamment de l'aspect formel des contrats que celles-ci ont formalisés ou des montages qu'elles ont effectués, aux requalifications nécessaires.
C'est ainsi par exemple que le « Volontariat International en Entreprise » (VIE) est décrié par de nombreux acteurs associatifs et syndicaux comme étant un détournement du mot volontaire pour masquer une réalité qui s'apparente bien plus à une forme de stage rémunéré ou un emploi précaire.

#### Distinction entre bénévolat et volontariat
En France le volontariat et le bénévolat représentent deux formes d'activité philanthropiques qui ne recouvrent pas les mêmes engagements. Le bénévolat, à la différence du volontariat, n'est encadré par aucune loi. Le bénévolat n'est pas un statut et ne peut être encadré par un contrat. Le volontaire est encadré par un statut et bénéficie, généralement, d'une rémunération équivalente à la moitié d'un salaire.

#### Les champs d'action du bénévolat
Les données de répartition du bénévolat ci-après sont issues de l'enquête Vie associative, INSEE (2002) :
- culture et loisirs (28,1 %) : tourisme, associations culturelles, association de restauration de monuments, artistiques, musicales, centres aérés, scoutisme, comités des fêtes, chasse, pêche, etc. ;
- sports (20,4 %) ;
- action sociale, sanitaire et humanitaire (17 %) : recherche médicale, associations caritatives, aide à domicile, etc. ;
- défense des droits (14,6 %) : syndicats, défense des consommateurs, conseils de copropriété, etc. ;
- religion (8,3 %) ;
- santé[22] ;
- éducation (6,1 %) : associations d'anciens élèves, parents d'élèves, aide aux devoirs, etc. ;
- autres (2,9 %) : partis politiques, mise en valeur du patrimoine, etc. ;
- environnement (2,6 %) : défense de la biodiversité, renaturation de milieux naturels (chantiers-nature), etc. On parle ici de bénévolat nature[23].

#### La Protection et la Reconnaissance du Bénévole
C'est pour reconnaître tous les bénévoles, qu'ils œuvrent comme dirigeants ou simples exécutants et leur permettre de participer, en toute sécurité, à la vie de leur association ou à des activités citoyennes que la Fondation du Bénévolat a été créée et reconnue d'utilité publique en mai 1995. Elle est administrée par un conseil de 12 membres parmi lesquels figurent notamment les ministres de l'Intérieur, de la Jeunesse, des Sports et de la Vie Associative, de la Culture et de la Communication, ainsi que les Présidents de l'Association des maires de France et du Comité national olympique et sportif français.
Avec l'aide de ses partenaires et mécènes, la Fondation du Bénévolat protège gratuitement les bénévoles, s'ils en manifestent le souhait, en assurant leur responsabilité personnelle du fait de leurs activités associatives, leur défense et leur recours, ainsi que l'indemnisation de certains dommages corporels. Elle reconnaît et récompense les mérites des bénévoles en décernant les Palmes du Bénévolat, distinction honorifique qui est placée sous le haut patronage du Défenseur des droits M. Dominique Baudis et qui est déposée à l'Institut national de la propriété industrielle. Ces Palmes sont attribuées par délibération du Conseil de la Fondation sur proposition d'un jury de personnalités représentatives de tous les milieux associatifs.

#### Le Passeport Bénévole
Soutenu par la direction de la Vie associative du ministère de la Jeunesse et des Sports, le ministère de l'Éducation nationale et la Caisse des dépôts et consignations, le passeport bénévole a été créé par France bénévolat en 2008. Il permet à tout bénévole de faire fructifier son engagement bénévole dans son parcours professionnel, que ce soit pour se renforcer dans son profil et sur ses compétences ou pour évoluer du point de vue de celles-ci. Ce carnet peut être utilisé dans le cadre d'un entretien d'embauche ou, de manière plus formelle, dans les dispositifs de validation des acquis de l'expérience (VAE). Le passeport bénévole est une passerelle entre le bénévolat associatif et la vie professionnelle.
Il bénéficie de l'appui du Pôle emploi, de l'AFPA et de grands réseaux associatifs : le Secours catholique/Caritas France, le Secours populaire français, la Croix-Rouge française, l'Association des paralysés de France et le Comité national olympique et sportif français.

#### Les Centres de ressources et d'information des bénévoles
Les Centres de ressources et d'information des bénévoles, ou CRIB, sont des associations départementales (parfois régionales) qui ont été labellisées par le ministère de la Jeunesse et des Sports. Les CRIB ont vocation à fournir informations, conseils et accompagnements sur l'administration, la vie statutaire, la gestion comptable et les questions relatives à l'emploi associatif.
En France, plusieurs structures aident les associations et les bénévoles à se rencontrer : France bénévolat, Coordination SUD, Tous Bénévoles, Benevolt, Passerelles et Compétences et la Réserve Civique qui est plus spécifiquement dédiée au bénévolat de compétences, Développement solidaire, qui portent les initiatives Betobe pour le bénévolat en ligne et mobee pour le bénévolat in situ.

#### Le bénévolat virtuel
Le bénévolat virtuel, également appelé télébénévolat, volontariat en ligne, bénévolat à distance, bénévolat en ligne, e-bénévolat ou cyber-bénévolat, décrit l'activité d'un bénévole qui accomplit des tâches dématérialisées au profit d'une organisation bénéficiaire; le bénévole est assisté en cela par un moyen de communication comme Internet ou le téléphone. Il peut œuvrer depuis son lieu de travail, son domicile ou bien encore son école. Le travail du bénévole virtuel peut être comparé au télétravail à la différence que ce dernier est rémunéré et que les bénévoles ne le sont pas.
Bénéficiant des atouts liés à la dématérialisation des tâches, le bénévolat en ligne permet à de nombreuses catégories de personnes de s'engager dans des actions d'intérêt général : personnes à handicap moteur, personnes éloignées géographiquement du bénéficiaire de l'action, personnes non disponibles aux heures ouvrables du bénéficiaire, etc.

### Suisse
Le service volontaire agricole est un encouragement à la population à servir à l'aide à l'agriculture en Suisse par du bénévolat et du volontariat tout en étant nourri et logé chez le paysan.

## Bénévolat dans les événements sportifs importants

### Jeux Olympiques à Sotchi
En 2014, 25 000 volontaires ont participé aux Jeux Olympiques d’hiver à Sotchi. Ils ont apporté de l’aide aux organisateurs dans plus de 20 domaines d’activité : accueil des invités, aide à la navigation, organisation des cérémonies d’ouverture et de clôture, organisation de la restauration.
Toute personne de nationalité russe ou étrangère pouvait participer à la sélection pour devenir volontaires. Le Comité d’organisation « Sotchi-2014 » a reçu 200 000 demandes, 8 personnes prétendaient sur une position de volontaire.
La formation des volontaires a été organisée dans 26 centres de bénévolat dans 17 villes russes.
L’âge de la plupart des participants se situe entre 17 et 22 ans.
En même temps, les personnes âgées de plus de 55 ans ont présenté plus de 3 000 demandes. Certains entre eux ont participé en tant que volontaires aux Jeux olympiques 1980 de Moscou.
C’était une première expérience d’organisation d’un programme de bénévolat aussi important en Russie contemporaine.

### La Coupe de la Confédération de la FIFA 2017 et la Coupe du Monde FIFA 2018 en Russie
Du 14 juin au 15 juillet 2018, la Russie, pour la première fois dans son histoire, deviendra le pays-hôte de la Coupe du Monde de football. En outre, le Championnat, pour la première fois, se déroulera en Europe et en Asie simultanément. 12 stades dans 11 villes de Russie accueilleront les matchs.
Des milliers de personnes en Russie et en d’autres pays sont devenus participants du programme de bénévolat lors de la Coupe du Monde de la FIFA 2018 en Russie.
La participation au programme prévoit quelques étapes : inscription, sélection et formation des volontaires, organisation de leurs activités lors du tournoi. L’inscription des volontaires pour la Coupe de la Confédération et la Coupe du Monde sur le site FIFA.com a débuté le 1er juin et s’est close le 30 décembre 2016.
Plusieurs volontaires ont participé à la Coupe de la Confédération FIFA 2017: 1733 personnes ont aidé aux organisateurs à Saint-Pétersbourg, 1590 – à Moscou, 1261 – à Sotchi, 1260 – à Kazan, au total - 5844 personnes.
Aux événements de la Coupe du Monde de football vont participer 17 040 volontaires du Comité d’organisation « Russi-2018 ».
La sélection des candidats résidant en Russie a été effectuée par 15 centres de bénévolat dans les villes organisatrices de la Coupe du Monde à la base des principaux établissements d’enseignement supérieur : Université SINERGUIYA, Institut d’État des relations internationales de Moscou, Université Économique Plekhanov à Moscou, Université sociale d’État russe, Institut d’Automobile et de Construction des Routes de Moscou, Université économique d’État de Saint-Pétersbourg, Université d’État de Sotchi, Académie d’État de Culture Physique, de Sport et de Tourisme de la Région de la Volga, Université technique d’État du Don, Université d’État de Mordovia-Ogarev, Université d’État de Volgograd, Université Lobatchevski de Nijni Novgorod, Université Aérospatiale d’État de Samara au nom de l’académicien S.P. Korolyov, Université fédérale baltique Emmanuel Kant, Université fédérale d’Oural.
La sélection des candidats étrangers a été effectuée à distance.
Les candidats doivent avoir 18 ans ou plus, parler anglais, avoir un diplôme d’enseignement supérieur ou d’enseignement secondaire spécialisé et savoir travailler en équipe.
La formation des volontaires s’est effectuée à distance, dans les centres de bénévolat et sur les sites de la Coupe du Monde.
Les volontaires vont aider dans les domaines différents :
1. Délivrance de l’accréditation.
2. Vente et contrôle des billets.
3. Aide aux employés de la communication radio.
4. Organisation des loisirs et des distractions pour les visiteurs de l’événement.
5. Organisation de la restauration.
6. Interprétation.
7. Travail avec les sponsors.
8. Services médicaux et organisation des tests antidopage.
9. Assistance aux médias.
10. Organisation de l’arrivée et du départ des sportifs et des visiteurs.
11. Communication avec des visiteurs VIP.
12. Aide aux joueurs et aux arbitres.
13. Hébergement des participants et des visiteurs du tournoi.
14. Navigation des visiteurs.
15. Aide à l’organisation des émissions télévisées et radio.
16. Organisation des transports.
17. Gestion des volontaires.
18. Organisation du fonctionnement du stade.
19. Suivi du respect des exigences sociales et économiques de la FIFA.
20. Organisation des cérémonies d’ouverture et de clôture du tournoi.

Ces bénévoles ont pris leurs fonctions en avance : lors de la Coupe de la Confédération FIFA 2017 — du 10 mai 2017 et de Coupe du Monde du football FIFA 2018 — du 10 mai 2018.

### Concours panrusse des projets d’intérêt public «L’héritage de la Coupe du Monde 2018»
Le 20 octobre 2017 le recueil des candidatures pour le concours panrusse des projets d’intérêt public « L’héritage de la Coupe du Monde 2018 » a débuté. Environ 1500 personnes y ont participé : les candidats aux volontaires de la Coupe du Monde 2018 et futures volontaires dans les villes hôtes.
L’essence du concours consistait à ce que chacun a pu présenter son projet capable d’attirer l’attention des habitants des villes à de la Coupe du Monde du football en Russie et de laisser un héritage après tournoi.
L’objectif du concours est de créer un objet du patrimoine matériel (objet de l’art, objet attractif pour les visiteurs et habitants de la ville, terrain de jeu ouvert, graffiti, territoire aménagé dans les parcs de la ville, filme ou autre chose) et immatériel (événements, conférences, festivals, expositions).
26 projets se sont entrés dans la finale qui ont été soutenus par le Comité d’organisation « Russie 2018 » et des villes organisatrices de la Coupe du Monde 2018. Notamment, Alexeї Sorokine, l’ambassadeur de la Coupe du Monde du football FIFA 2018 en Russie et, Svetlana Sergueeva, conseillère du chef du Rostourisme, ont fait partie d’un jury du concours.
Certains projets ont été fusionnés ou finalisés par le Comité d’organisation.
Parmi les projets, il convient de citer : « Tournoi de football pour les mères », « Fabrication des rampes en matières plastiques recyclées », «Sticker pack « Ton Championnat », etc..